# Cutts–Madison House
La Cutts–Madison House (« maison Cutts-Madison »), également connue sous le nom de Dolley Madison House, est une maison historique américaine de style colonial américain située au 1520 H Street NW à Washington.
La maison est surtout connue pour être la résidence de l'ancienne première dame Dolley Madison entre novembre 1837 jusqu'à sa mort en juillet 1849.
La maison Cutts-Madison fait partie du district historique du parc Lafayette, un National Historic Landmark District.